# FM POPS
한동준의 FM POPS는 기독교방송의 라디오 채널 CBS 음악FM에서 매일 오후 2시부터 오후 4시까지 방송되는 팝 음악 전문 라디오 프로그램이다. 2007년 11월 12일부터 현재까지 〈너를 사랑해〉, 〈사랑의 마음 가득히〉로 많이 알려진 가수 한동준이 진행한다. 수도권에서는 초단파 93.9MHz, 강원특별자치도, 부산광역시에서는 초단파 102.1MHz, 서부산에서는 초단파 105.3MHz, 대구광역시 전 지역, 경산, 구미, 칠곡, 성주, 고령 등 경상북도 일부 지역에서는 초단파 97.1MHz, 광주광역시 전 지역, 나주, 담양, 장성 등 전라남도 일부 지역에서는 초단파 98.1MHz, 강원특별자치도, 충청남북도, 전북특별자치도, 제주특별자치도 등의 지방과 해외에서는 CBS 인터넷 라디오 레인보우로 청취할 수 있다.

## 역사
1995년 12월 15일 《뮤직 네트워크》로 첫방송되어 1999년 6월 14일에 "FM POPS"로 프로그램 명칭이 변경되어 오늘에 이르고 있다.

## 요일별 코너
- 내 마음의 보석송 (평일)
- 토요일은 낮이 좋아 (토) (베스트 사연 1명 - 상품)
- 선데이 구디스 (일)

## 역대 방송시간
| 방송 채널  | 방송 기간                         | 방송 시간                       |
| ---------- | --------------------------------- | ------------------------------- |
| CBS 음악FM | 1999년 6월 14일 ~ 2004년 5월 8일  | 월~토요일 오후 2:00 ~ 오후 4:00 |
| CBS 음악FM | 2004년 5월 10일 ~ 2005년 3월 6일  | 매일 오후 2:00 ~ 오후 4:00      |
| CBS 음악FM | 2007년 1월 1일 ~ 현재             | 매일 오후 2:00 ~ 오후 4:00      |
| CBS 음악FM | 2005년 3월 7일 ~ 2006년 12월 31일 | 매일 저녁 8:00 ~ 밤 10:00       |

## 역대 DJ
- 1999년 6월 14일 ~ 2007년 11월 11일: 김형준[1]
- 2007년 11월 12일 ~ 현재: 한동준

## 같이 보기
- 팝 음악
- 은가은의 빛나는 트로트 (KBS 2라디오)
- 두시의 데이트 안영미입니다 (MBC FM4U)